# Будинок на краю світу (фільм)
«Будинок на краю світу» (англ. A Home at the End of the World) — фільм 2004 року американського режисера Майкла Мейєра.

## Сюжет
Неблагополучний підліток Боббі Морроу живе в передмісті Клівленда. Після смерті батька Боббі, раніше вже втратив старшого брата і матір, потрапляє в сім'ю свого друга Джонатана. Хлопчики стають найкращими друзями. Одного разу вночі їх дружба виходить за рамки братської: вони стають близькі, але поки це не більше ніж експеримент з власної сексуальністю.
Коли підлітки стають старшими, доля розводить їх. Вони зустрічаються знову в Нью-Йорку середини 80-х. Джонатан, тепер відкритий гомосексуал, знімає квартиру на пару з ексцентричною молодою жінкою Клер, і Боббі незабаром переїжджає до нього. Клер, яка раніше планувала завести дитину від Джонатана, стає коханкою Боббі. Боббі, Клер і Джонатан продовжують жити разом, утворивши щось середнє між сім'єю і любовним трикутником. У результаті Клер залишає чоловіків зі своєю маленькою дитиною, яку народила від Боббі, попередньо його спокусивши. Вона розуміє, що їй не місце серед них і що вона виявилася «третьою зайвою». А хлопці залишаються в «будинку на краю світу», який знайшли на відшибі, облаштували і надали йому необхідний затишок.
В кінці фільму, через приблизно півроку після відходу Клер, в морозний сонячний день, Боббі і вже смертельно хворий СНІДом Джонатан розвіюють прах батька Джонатана на пагорбі неподалік від їхнього будинку, і Джонатан просить Боббі розвіяти і його прах на тому ж місці, після його швидкої смерті. Боббі дає йому обіцянку зробити саме так і бути поряд з Джонатаном до самої смерті. Перед появою титрів глядачеві дається можливість ще раз повернутися в той час, коли двоє були ще підлітками, і проводили весь свій час разом — показується сцена, де молоді Боббі і Джонатан приходять на цвинтар і ведуть там розмову.

## Цікавинки
- В американському прокаті фільм провалився зі страшним тріском: заробив всього 1 млн доларів (при 6,5 млн витрачених).
- Через постійне куріння марихуани, сцени напівзабороненого підліткового сексу і ряд двозначних еротичних ситуацій стрічка отримала найжорсткіший прокатний рейтинг R[2].
- Роман Майкла Каннінґема «Дім на краю світу», за яким знято фільм, вийшов друком українською у 2024 році видавництві Лабораторія, в перекладі Ярослави Стріхи.[3]

## Нагороди
- Ірландської академії кіно і телебачення (IFTA) Нагороди: найкращий актор (Колін Фаррелл)